# شیوری کوسکی
شیوری کوسکی (انگلیسی: Shiori Koseki؛ زادهٔ ۳۰ ژوئن ۱۹۷۲) بازیکن سافت‌بال اهل ژاپن است.